# فرودگاه آبی تسلین
فرودگاه آبی تسلین (به انگلیسی: Teslin Water Aerodrome) یک فرودگاه همگانی است . این فرودگاه در کشور کانادا قرار دارد و در ارتفاع ۶۸۲ متری از سطح دریا واقع شده است.